# Fujiwara no Ietaka

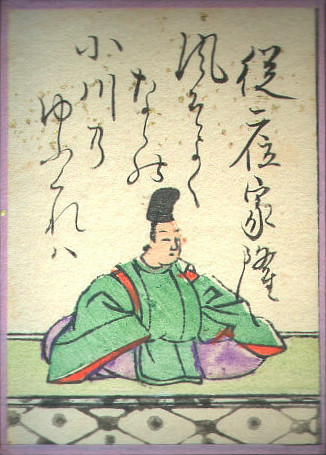
Fujiwara no Ietaka dans le Ogura Hyakunin Isshu.

Fujiwara no Ietaka est un nom japonais traditionnel ; le nom de famille (ou le nom d'école), Fujiwara no, précède donc le prénom (ou le nom d'artiste).
Fujiwara no Ietaka (藤原家隆) (1158 - 5 mai 1237) est un courtisan et poète japonais de la fin de l'époque de Heian et du début de l'époque de Kamakura.

## Biographie
Dans le langage de cour (yūsokuyomi), il est appelé karyū; son nom à la naissance est Akitaka (顕隆) et quand il se fait moine bouddhiste, il prend le nom de Busshō (仏性). Il est le fils du chūnagon Fujiwara no Mitsutaka ; c'est un descendant du poète Fujiwara no Kanesuke et un lointain parent de l'écrivain Murasaki Shikibu. Sa mère est une fille de Fujiwara no Sanekane et petite-fille de Fujiwara no Kinzane.
En 1175, il se voit conférer le titre de noble et en 1177, il est nommé chambellan. Il exerce la fonction de gouverneur de plusieurs provinces du Japon et en 1193, démissionne de son poste de chambellan. En 1201 il atteint le niveau de jushii et en 1206, celui de kunaikyō, charge qu'il occupe jusqu'en 1220 quand il est promu shōsanmi. En 1235, lui sont conférés les titres de sangi et junii. En 1237, il commence à se sentir malade et renonce à la vie de cour pour se faire moine et entrer au temple Shitennō-ji dans la province de Settsu; il meurt peu après avoir vu le soleil disparaître derrière une colline au crépuscule, ce qui est considéré comme un moyen d'entrer au Sukhavati, le paradis selon le bouddhisme de la terre pure. Dans le quartier Tennōji-ku, dans la ville d'Osaka se trouve un monticule qui serait la tombe de Ietaka.
Il apprend la poésie waka auprès de Fujiwara no Toshinari. Il est lié par les réseaux de mariages au moine bouddhiste Jakuren qui l'introduit au sein des cercles poétiques de son époque. Il participe à plusieurs utaawase (concours de poésie waka) et se trouve en rivalité poétique avec Fujiwara no Sadaie. Son style poétique est considéré comme simple et calme. Plus de deux-cent quatre-vingt de ses poèmes sont publiés dans le Senzai-shū (千載集) et trente-cinq de ses poèmes sont inclus dans l'anthologie poétique Shinchokusen Wakashū. Son recueil de poésie Mini-shū (壬二集), fait partie des six compilations regroupées comme Rokka-shū (六家集). Un de ses poèmes est inclus dans le Ogura Hyakunin Isshu et il fait partie des trente-six nouveaux poètes immortels.

## Sources
- Peter McMillan (2008) One hundred poets, one poem each: a translation of the Ogura Hyakunin Isshu. New York: Columbia University Press.  (ISBN 978-0-231-14398-1)